# La Loma Colonia
La Loma Colonia är en ort i Mexiko.   Den ligger i kommunen Apetatitlán de Antonio Carvajal och delstaten Tlaxcala, i den sydöstra delen av landet, 100 km öster om huvudstaden Mexico City. La Loma Colonia ligger 2 365 meter över havet och antalet invånare är 253.
Terrängen runt La Loma Colonia är platt åt nordväst, men åt sydost är den kuperad. Runt La Loma Colonia är det mycket tätbefolkat, med 1 177 invånare per kvadratkilometer. Närmaste större samhälle är Tlaxcala de Xicohtencatl, 5,1 km söder om La Loma Colonia. Omgivningarna runt La Loma Colonia är en mosaik av jordbruksmark och naturlig växtlighet.